# José Rodríguez de Vicente
José Rodríguez de Vicente, conocido como Joselín, nacido en Vigo el 14 de abril de 1895 y difunto en Buenos Aires el 20 de septiembre de 1958, fue un periodista, político y actor gallego.

## Trayectoria

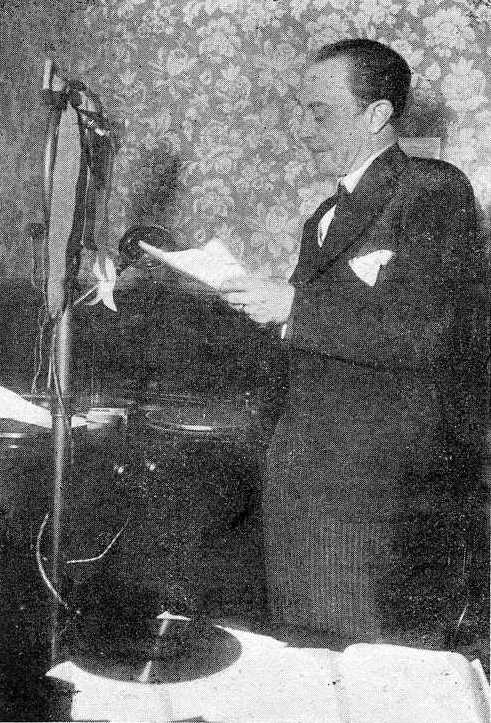
José Rodríguez de Vicente en La Hora Gallega, 1933.

Hijo de Román Rodríguez, administrador del Pazo del Conde de Gondomar, en Bayona. Estudió en Vigo y Madrid. En 1916 se marchó a Uruguay, donde trabajó de periodista en el semanario Tierra Gallega, al mismo tiempo que creó el personaje de Joselín, un gallego de aldea, bueno y de pocas letras, pero con mucha sabiduría.
Regresó a Galicia y fundó las Irmandades da Fala de Bayona. Fue presidente del Casino Recreativo de Bayona en distintas ocasiones, y solía participar en las actividades culturales como las actuaciones en el teatro bayonés, entre otros.  Fue nombrado alcalde accidental de Bayona a principios de la dictadura de Primo de Rivera, y fue teniente alcalde en distintos gobiernos. Volvió a ser alcalde entre 1927 y 1929. Durante su mandato puso en marcha distintas reformas sanitarias, reparación de fuentes y de la Casa Consistorial. En julio de 1927 nombró hijo adoptivo de Bayona a Ángel Bedriñana, propietario del Palacio de Monte Real. En octubre recibió a sus majestades Afonso XIII y su esposa Victoria Eugenia de Battenberg.
Miguel Primo de Rivera le concedió la distinción de Caballero de la Orden del Mérito Civil en su visita de agosto de 1928, insignias que le fueron impuestas en agosto del año siguiente, tras la suscripción popular que se hizo en Bayona para su figura. Dimitió de su cargo en octubre de 1929, y fue sustituido por su teniente alcalde Vicente Vázquez González.
Posteriormente trabajó en Salamanca en una oficina de turismo y en Madrid como periodista en el diario La Nación. Luego de sus incursiones en el mundo del teatro (en 1932 estrenó Terra Nai en el Teatro García Barbón), se trasladó a Buenos Aires, donde fue director de la revista España del Hospital Español desde 1936. Organizó una compañía de teatro y elaboró guiones para filmes y documentales en colaboración con Suevia Films. Dirigió la emisión radiofónica La Hora Gallega, de Radio Patria.
Creó en Buenos Aires el centro Ayuntamiento de Bayona, posteriormente transformado en Círculo Social Val Miñor. En 1955 fue premiado con la Cruz de Isabel La Católica.
Era hermano de Román Rodríguez de Vicente.